# Aeroportul Bijie Feixiong
Aeroportul Bijie Feixiong (IATA: BFJ, ICAO: ZUBJ) este un aeroport din Dafang County⁠(d), Bijie⁠(d), Guizhou, Republica Populară Chineză ce deservește zona Bijie⁠(d). Aeroportul a fost tranzitat în 2022 de 203.438 de pasageri. A fost deschis în 16 iunie 2013 și numit după zona deservită.
Situat la o altitudine de 1.448 m, aeroportul dispune de o singură pistă.